# Partido Reformista de Canadá
El Partido Reformista de Canadá (inglés Reform Party of Canada, francés Parti réformiste du Canada) fue un partido populista de derecha canadiense a nivel federal que existió de 1987 a 2000.
El Partido Reformista fue fundado como un movimiento de protesta basado en el oeste de Canadá y más tarde se convirtió en un partido populista y conservador (especialmente en lo social). La motivación inicial de su fundación fue la percepción de la necesidad de reformas democráticas y el descontento profundo del oeste de Canadá con el gobierno de Brian Mulroney, del Partido Progresista Conservador. Liderados por su fundador Preston Manning, los reformistas se hicieron enseguida populares en el oeste y sustituyeron a los progresistas conservadores como partido más grande de la región en las elecciones federales de 1993, promoviendo desde la oposición reformas democráticas y un menor gasto público. 
En la antesala de las elecciones de 1997, el partido intentó implantarse a nivel nacional para reemplazar a los decadentes progresistas conservadores; pese a convertirse en la principal fuerza opositora, la victoria del Partido Liberal y los malos resultados en las provincias del este llevaron a muchos miembros a cuestionar el futuro del partido. 
El Partido Reformista fue sustituido por la Alianza Canadiense en 2000, que se unió con el Partido Progresista Conservador en 2003 para fundar el actual Partido Conservador de Canadá, que estuvo en el gobierno de 2006 a 2015.

## Resultados electorales
| Año  | Candidato       | Votos     | %     | Escaños | +/- | Posición |
| ---- | --------------- | --------- | ----- | ------- | --- | -------- |
| 1988 | Preston Manning | 275.767   | 2,09  | 0/295   |     | 4º       |
| 1993 | Preston Manning | 2.559.245 | 18,69 | 52/295  | 52  | 3º       |
| 1997 | Preston Manning | 2.513.080 | 19,35 | 60/301  | 8   | 2º       |